# B.B.K.
BBK — пісня ню-метал-групи Korn. Також була випущена у вигляді синглу, для рекламної підтримки третього альбому групи Follow The Leader в Мехіко. Одна з найулюбленіших пісень Korn у  Девіда Сільвера, колишнього барабанщика і одного із засновників групи.